# 溪畔蛇根草
溪畔蛇根草（学名：Ophiorrhiza humilis）为茜草科蛇根草属的植物，是中国的特有植物。分布在中国大陆的海南等地，生长于海拔1,000米至1,600米的地区，多生于溪边潮湿石上，目前尚未由人工引种栽培。
种加名 humilis 意为“低矮的”。

## 别名
小蛇根草（海南植物志）